# 최희진 (배우)
최희진(崔喜珍, 1996년 11월 8일 ~ )은 대한민국의 배우이다.

## 출연작

### 영화
| 연도 | 제목             | 역할   | 비고 |
| ---- | ---------------- | ------ | ---- |
| 2018 | 속닥속닥         | 최정윤 |      |
| 2020 | 새장             | 은지   |      |
| 2021 | 한낮의 칩입자    | 가연   |      |
| 2022 | 불도저에 탄 소녀 | 경진   |      |
| 2022 | 거래완료         | 나나   |      |
| 2022 | 옆집사람         | 고현민 |      |

### 드라마
- 《이런 꽃 같은 엔딩》 (2018년, 웹드라마) - 고민채 역
- 《숨바꼭질》 (2018년, MBC) - 하동주 역
- 《최고의 엔딩》 (2019년, 웹드라마) - 고민채 역
- 《설강화 : snowdrop》 (2021년, JTBC) - 윤설희 역
- 《O'PENing - 목소리를 구분하는 방법》 (2022년, tvN) - 은다해 역
- 《힙하게》 (2023년, JTBC) - 시아양 역
- 《힘쎈여자 강남순》 (2023년, JTBC) - 리화자 역
- 《로얄로더》 (2024년, Disney+) - 강희주 역
- 《드라마 스페셜 - 모퉁이를 돌면》 (2024년, KBS2) - 성은하 역
- 《모텔 캘리포니아》 (2025년, MBC) - 윤난우 역
- 《뉴토피아》 (2025년, 쿠팡플레이) - 최슬기 역
- 《천국보다 아름다운》 (2025년, JTBC) - 쏘냐 역

### 연극
- 2019년 《갈매기》 - 니나 역
- 2021년 《에라, 모르겠다》 - 최 대리 역

### 뮤직비디오
- 2018년 마인드유 《권태》
- 2019년 양다일, 김나영 《헤어진 우리가 지켜야 할 것들》
- 2020년 롱디 《SPACEDOG》
- 2022년 PATEKO 《삼성동》
- 2023년 기리보이 《뭐 어떡할까》
- 2024년 Day6 《Welcome to the show》
- 2024년 그루비룸 《IG》

### 광고
- 카카오멜론
- 롯데리아